# Conostylis laxiflora
Conostylis laxiflora là một loài thực vật có hoa trong họ Huyết bì thảo. Loài này được Benth. mô tả khoa học đầu tiên năm 1868.